# BCR Chișinău
BCR Chișinău является дочерней компанией в Республике Молдова Banca Comerciala Română (BCR), которая сама является членом группы Erste Bank. BCR Chișinău является одним из первых банков с иностранным капиталом в Республике Молдова, членом международной банковской группы.
BCR Chisinau начал свою деятельность 22 октября 1998 года как универсальный банк, предоставляющий услуги всем категориям клиентов, физических и юридических лиц, с уставным капиталом в 24 млн. леев, который за время его деятельности был увеличен до 728 130 000 леев. Единственным акционером BCR Chișinău является Banca Comercială Română, крупнейшее финансовое учреждение в Румынии по стоимости активов, объёму предоставленных кредитов и стоимости привлеченных депозитов.

## Направления деятельности
Для физических лиц BCR Chisinau предлагает услуги по управлению текущими счетами, сберегательные продукты, карты и сопутствующие услуги, кредиты, валютные переводы, обмен валюты, интернет-банкинг, другие услуги.
Для компаний и организаций BCR Chisinau предлагает финансовые решения, инвестиционные инструменты, торговое финансирование, трансграничные продукты, текущие операции, карты и сопутствующие услуги, интернет-банкинг, пакеты для малого и среднего бизнеса, валютные операции, форвард на иностранную валюту, другие услуги.

## Руководство банка
Управление BCR Chișinău организовано на двух уровнях: исполнительное руководство — Исполнительный совет, состоящий из 3 исполнительных членов, и надзорный уровень — Наблюдательный совет, состоящий из 5 членов, полностью неисполнительный (то есть не участвующий в принятии текущих — исполнительных — решений компании).
Правление подотчетно Наблюдательному совету и регулярно информирует его о решениях, принятых при исполнении своих обязанностей.